# Agromízids
Els agromízids (Agromyzidae) són una família de dípters braquícers coneguts com a mosques minadores de fulles, pels hàbits alimentaris de les seves larves, la majoria de les quals fan galeries dins les fulles de diverses plantes. És una família de distribució cosmopolita amb aproximadament 3.000 espècies. Un gran nombre d'espècies ataquen plantes agrícoles o ornamentals, per exemple Pegomya hyoscyami fa galeries a les fulles de l'espinac.

## Característiques

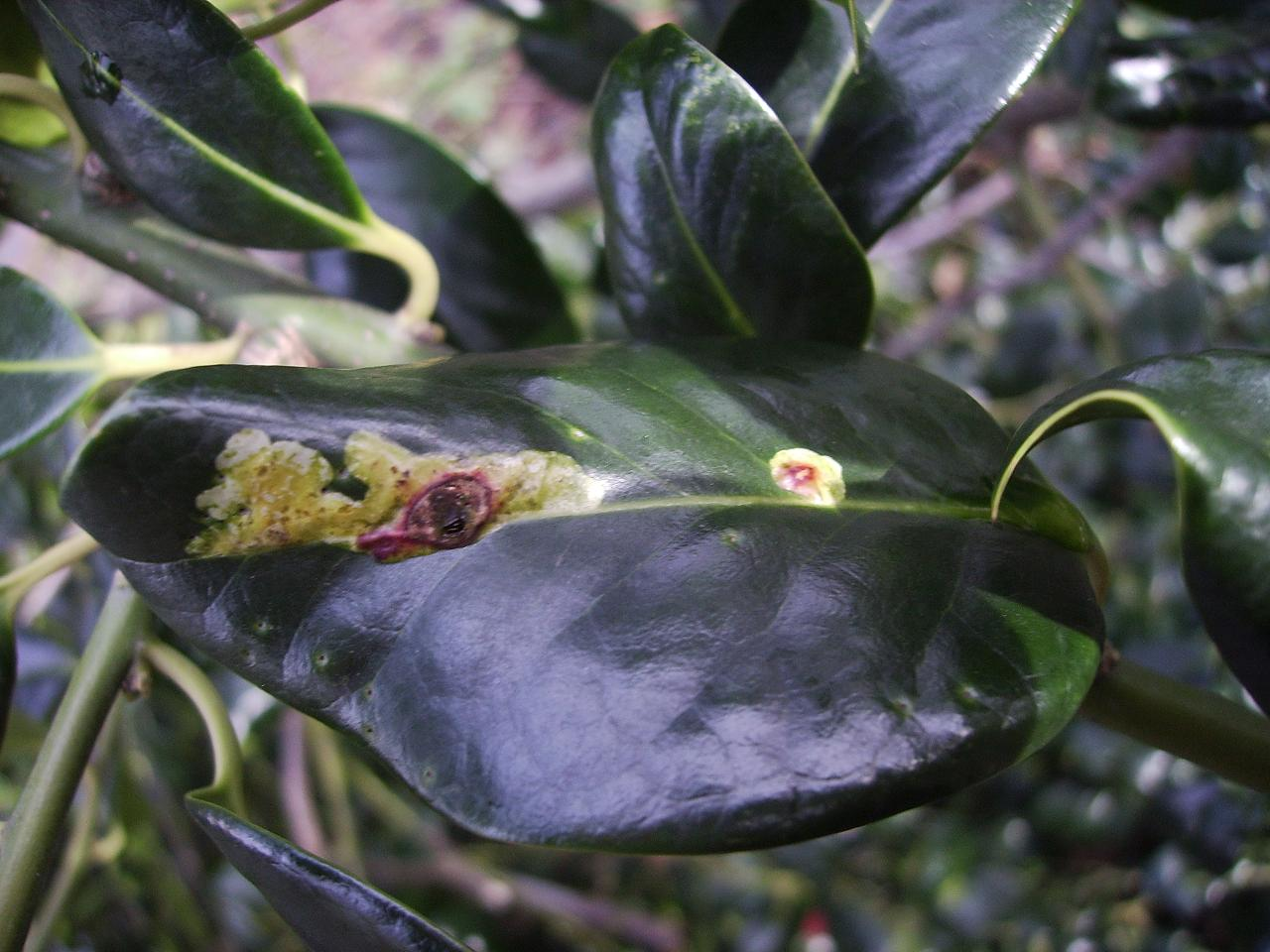
Mines de larves de Phytomyza ilicis

Els agromízids són de mida petita, amb una llargada de les ales d'1 a 6,5 mm. Els adults es reconeixen per la seva característica esclerotització del cap.
Unes poques espècies, incloent tots els Agromyza spp., són capaces de fer sons per estridulació.

### Llistes d'espècies
- West Palaearctic including Russia Arxivat 2005-10-15 a Wayback Machine.
- «Nearctic». Arxivat de l'original el 2011-06-08. [Consulta: 28 desembre 2012].
- Australasian/Oceanian
- Japan Arxivat 2019-05-27 a Wayback Machine.

### Identificació
- Spencer, K. A. Agromyzidae (Diptera) of Economic importance  Series Entomologica. Volume 9. Dr. W. Junk bv The Hague. D. Gld. 110.-. xii + 418 p.
- Extract Google Books
- Darvas, B., M. Skuhravá and A. Andersen, 2000. Agricultural dipteran pests of the palaearctic region. In: László Papp and Béla Darvas (eds), Contributions to a manual of palaearctic Diptera (with special reference to flies of economic importance), Volume 1. General and applied dipterology, Science Herald, Budapest: 565-650.
- Frick, K. E., 1952. A generic revision of the family Agromyzidae (Diptera) with a catalogue of New World species. University of California Publications in Entomology 8: 339-452. Berkeley and Los Angeles.
- Spencer, K. A., 1987. Agromyzidae. In: J. F. McAlpine, B. V. Peterson, G. E. Shewell, H. J. Teskey, J. R. Vockeroth and D. M. Wood (eds): Manual of Nearctic Diptera 2. (Research Branch Agriculture Canada, Monograph 28); Minister of Supply and Services Canada: 869-879.
- Braun, M. R., Almeida-Neto, M., Loyola, R. D., Prado, A.P. & Lewinsohn, T. M. "New Host-Plant Records for Neotropical Agromyzids (Diptera: Agromyzidae) from Asteraceae Flower Heads"